# Holocerina
Holocerina is een geslacht van vlinders uit de familie nachtpauwogen (Saturniidae).
De typesoort van het geslacht is Saturnia smilax Westwood, 1849

## Soorten
- H. agomensis (Karsch, 1893)
- H. angulata (Aurivillius, 1893)
- H. digennariana Darge, 2008
- H. guineensis (Strand, 1912)
- H. intermedia Rougeot, 1978
- H. istsariensis Stoneham, 1962
- H. menieri Rougeot, 1973
- H. micropteryx (Hering, 1949)
- H. murphyi Bouyer, 2014
- H. nilotica (Jordan, 1922)
- H. occidentalis Bouyer, 2008
- H. orientalis Bouyer, 2001
- H. prosti Rougeot, 1978
- H. rhodesiensis (Janse, 1918)
- H. rougeoti Bouyer, 1997
- H. smilax (Westwood, 1849)
- H. wensis Rougerie & J. Bouyer, 2005